# إفراز قضيبي
إفرازات القضيب (بالإنجليزية: penile discharge)‏ هي سائل يأتي من الإحليل في نهاية القضيب غير البول والسائل المنوي.
ويوجد أسباب عديدة لهذه الإفرازات، منها الالتهابات مثل داء السيلان، داء المتدثرات، داء المُشعرات. في داء السيلان يكون الإفراز لونه أبيض أو أصفر أو أخضر. لابد أن تُؤخذ مسحة من هذه الإفرازات.
يوجد العديد من عوامل الخطر التي تزيد من نسبة حدوث هذه الإفرازات ومنها الرجال النشطين جنسياً تحت عمر 25 عاماً، ومن لديه شريك جنسي جديد، وممارسة الجنس غير المحمية.

## تعريف ومظاهر سريرية
إفرازات القضيب هي سائل يأتي من الإحليل في نهاية القضيب غير البول والسائل المنوي. ولكن تنقيط بعض السائل النقي أثناء عملية الإثارة الجنسية يُعَد أمراً طبيعياً.
ويكون مُصاحب بأعراض مثل ألم أو احتراق عند نزول البول، أو ألم بداخل القضيب نفسه، أو الشعور بالرغبة في التبول كثيراً.

## أسباب
الأسباب الشائعة تتضمن التهابات مثل داء السيلان، داء المتدثرات، داء المُشعرات.
ولكن هناك أسباب أخرى:
- التهاب الإحليل اللاسيلاني.
- التهاب البروستاتا الحاد.
- التهاب الحشفة.
- ثؤلول تناسلي.
- فيروس الهربس البسيط.
- عمليات جراحية مؤخراً في مجرى البول.
- إفراز دم من مجرى البول ربما يكون سرطان إحليلي.

## تقييم
لابد أن تُؤخذ مسحة من هذه الإفرازات. ويوجد أيضاً اختبارات أخرى لفيروس العوز المناعي البشري، والتهاب الكبد، ومرض الزُهَرِي.
الرجال الشواذ جنسياً لابد أن تُؤخذ منهم مسحات من الحلق والمستقيم.

## علاج
يعتمد العلاج على سبب الإفرازات، وكذلك يعتمد نوع المضاد الحيوي على نوع الالتهاب الموجود. وقد انخفضت نسبة انتقال المرض في الآونة الأخيرة نتيجة لإعلام الشريك الجنسي الآخر أيضاً، ويُمنع إقامة علاقات جنسية حتى تنتهي من أخد المسحات (المأخوذه من الفم أو من الشرج) وأيضاً حتى تمر 7 أيام بعد العلاج.

## وبائيات
من عوامل الخطر التي تزيد من نسبة حدوث هذه الإفرازات: الرجال النشطين جنسياً تحت عمر 25 عاماً، ومن لديه شريك جنسي جديد، وممارسة الجنس غير المحمية (بدون واقي ذكري)، أو وجود أي مرض آخر يُمكن أن ينتقل بالعلاقات الجنسيه.